# La Sure en Chartreuse
La Sure en Chartreuse est une commune nouvelle créée le 1er janvier 2017, située dans le département de l'Isère en région Auvergne-Rhône-Alpes.
Elle est issue du regroupement de deux communes : Saint-Julien-de-Ratz et Pommiers-la-Placette.
La mairie est celle de l'ancienne commune de Saint-Julien-de-Ratz.

## Géographie

### Localisation et description
Le territoire de la nouvelle commune correspond à deux anciens territoires différents :
1. Saint-Julien-de-Ratz dont le bourg est situé dans la partie nord du nouveau territoire, sur le Plateau du Grand-Ratz auquel elle doit son nom. Ce modeste plateau calcaire situé à l'extrémité sud du massif du Jura, au pied du massif de la Chartreuse dans le département de l'Isère.
2. Pommiers-la-Placette dont le bourg est situé dans la partie sud du nouveau territoire, au sud-ouest du massif de la Chartreuse, au pied du sommet de la Grande Sure qui s'élève à 1 920 mètres d'altitude et du sommet du Rocher de Lorzier qui à 1 838 mètres d'altitude.

### Communes limitrophes
| Saint-Étienne-de-Crossey, Coublevie | Saint-Joseph-de-Rivière    |                            |
| La Buisse                           | La Sure en Chartreuse      | Saint-Pierre-de-Chartreuse |
|                                     | Voreppe, Mont-Saint-Martin | Proveysieux                |

### Géologie

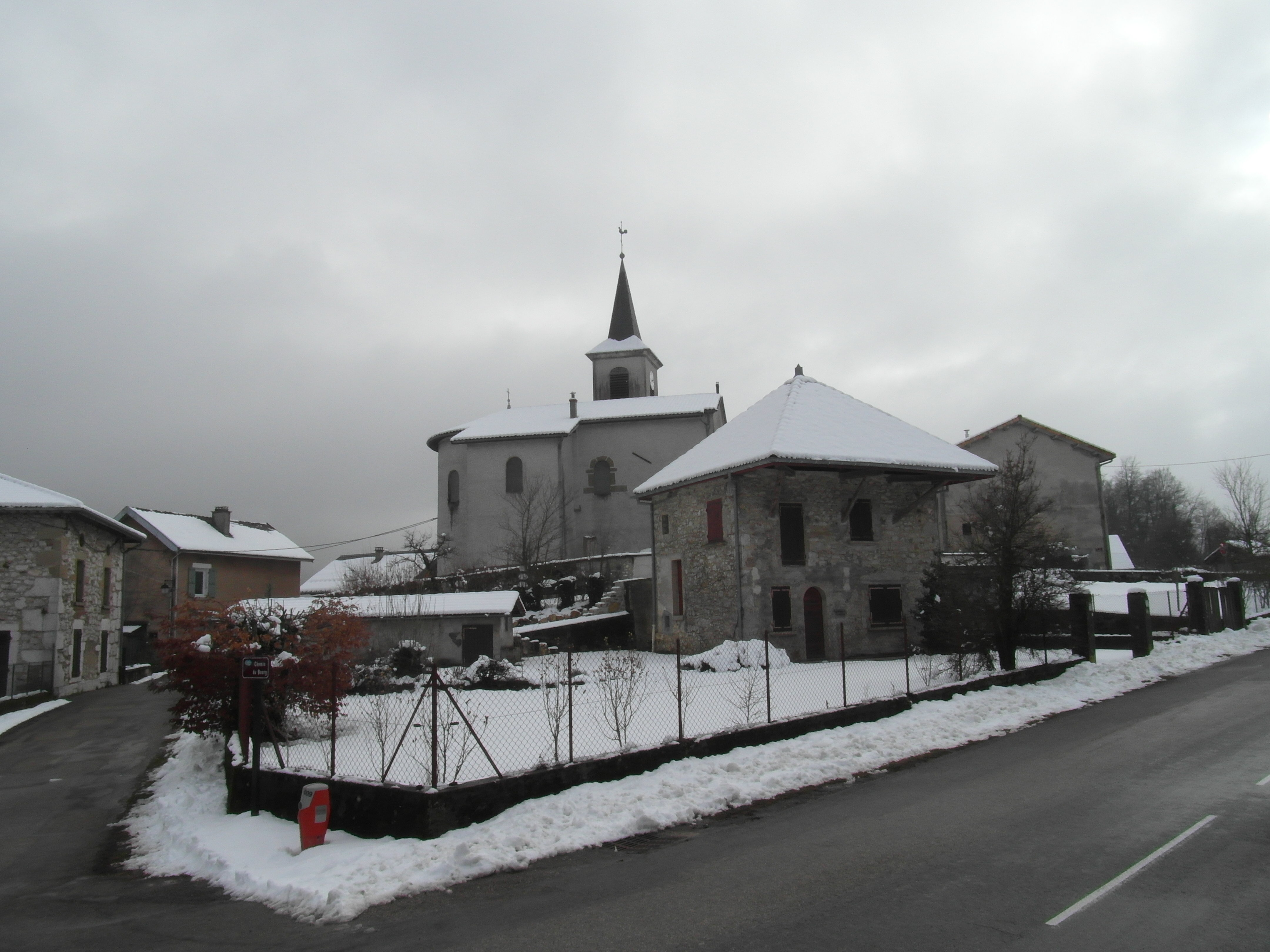
Le village de Saint-Julien-de-Ratz.

Le secteur de La Sure en Chartreuse correspond à deux ensembles géologiques différents :
- La montagne du Ratz

Le chaînon du Ratz (dénommé également « plateau du Grand-Ratz ») est le dernier relief notable avant de parvenir dans la large plaine alluviale de l'Isère quand on arrive du nord. Ce petit massif d'altitude très modeste se rattache au domaine jurassien de par sa série stratigraphique que par sa structure et son relief. Il est marqué par un anticlinal au nom identique qui domine le village voisin de La Buisse formant ainsi une cluse avec le chaînon symétrique de la dent de Moirans. Entre ce même village et le col de La Placette, passage situé au cœur du territoire de La Sure en Chartreuse, la surface du chaînon du Ratz est largement masquée par des dépôts quaternaires.
- La Grande Sure (versant occidental)

Le versant occidental de la Grande Sure est constitué dans sa partie supérieure par une succession de couches calcaires. Dans les escarpements inférieurs, des couches jurassiques reposent sur la molasse miocène du synclinal de Voreppe (du nom d'une commune voisine), dans laquelle se situe le col de la Placette qui marque la limite avec le chaînon du Ratz.

### Climat
Pour des articles plus généraux, voir Climat d'Auvergne-Rhône-Alpes et Climat de l'Isère.
En 2010, le climat de la commune est de type climat de montagne, selon une étude du Centre national de la recherche scientifique s'appuyant sur une série de données couvrant la période 1971-2000. En 2020, Météo-France publie une typologie des climats de la France métropolitaine dans laquelle la commune est exposée à un climat de montagne ou de marges de montagne et est dans la région climatique  Alpes du nord, caractérisée par une pluviométrie annuelle de 1 200 à 1 500 mm, irrégulièrement répartie en été.
Pour la période 1971-2000, la température annuelle moyenne est de 10,6 °C, avec une amplitude thermique annuelle de 18,2 °C. Le cumul annuel moyen de précipitations est de 1 432 mm, avec 10,3 jours de précipitations en janvier et 7,7 jours en juillet. Pour la période 1991-2020, la température moyenne annuelle observée sur la station météorologique de Météo-France la plus proche, « Coublevie », sur la commune de Coublevie à 4 km à vol d'oiseau, est de 13,0 °C et le cumul annuel moyen de précipitations est de 1 121,0 mm,. Pour l'avenir, les paramètres climatiques de la commune estimés pour 2050 selon différents scénarios d'émission de gaz à effet de serre sont consultables sur un site dédié publié par Météo-France en novembre 2022.

### Hydrographie
Le canal de l'Herrétang est un cours d'eau aménagé, d'une longueur de 17,7 km qui s'écoule depuis la commune pour rejoindre le Guiers à Entre-deux-Guiers

### Voies de communication et transports
Le territoire communal est traversé par deux routes départementales, la RD 128 et la RD 520A.
- la RD 128

Cette route départementale qui relie la RD 520A, depuis le hameau du Martinet situé dans la commune, à la RD 520, hameau de la Croix-Bayard, situé dans la commune de Coublevie, traverse le bourg de Saint-Julien-de-Ratz.
- la  RD 520A

Cette route départementale qui relie la RD 1075 (ancienne route nationale 75) depuis le bourg ancien de la commune de Voreppe, au hameau de les Demay, situé dans la commune de Saint-Joseph-de-Rivière traverse le hameau (et le col) de la Placette puis passe au pied du bourg de Pommiers-la-Placette.

## Urbanisme

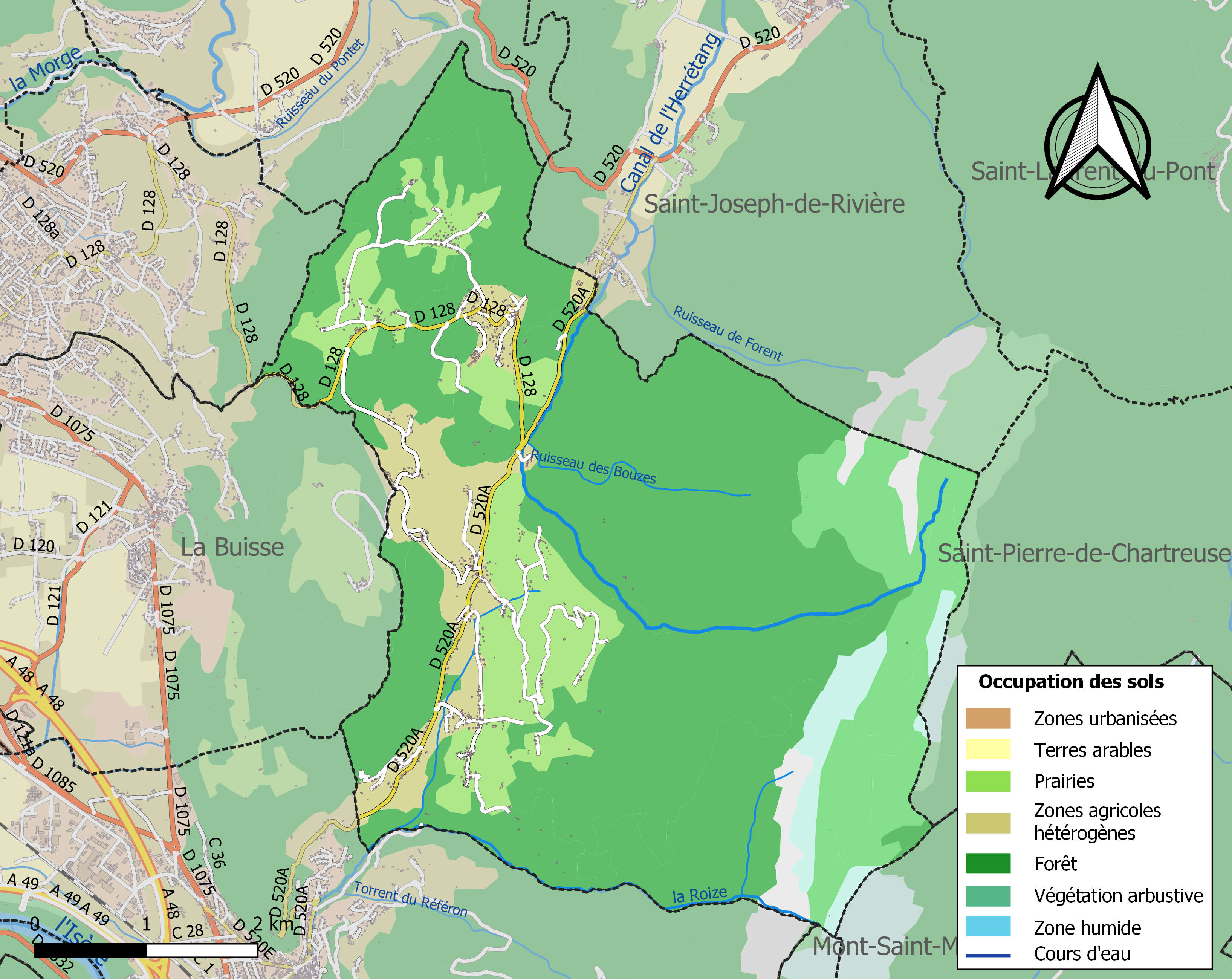
Carte des infrastructures et de l’occupation des sols en 2018 de la commune de La Sure en Chartreuse.

### Typologie
Au 1er janvier 2024, La Sure en Chartreuse est catégorisée commune rurale à habitat dispersé, selon la nouvelle grille communale de densité à sept niveaux définie par l'Insee en 2022.
Elle est située hors unité urbaine. Par ailleurs la commune fait partie de l'aire d'attraction de Grenoble, dont elle est une commune de la couronne,. Cette aire, qui regroupe 204 communes, est catégorisée dans les aires de 700 000 habitants ou plus (hors Paris),.

### Hameaux lieux-dits et écarts
Voici, ci-dessous, la liste la plus complète possible des divers hameaux, quartiers et lieux-dits résidentiels urbains comme ruraux qui composent le territoire de la commune de La Sure en Chartreuse, présentés selon les références toponymiques fournies par le site géoportail de l'Institut géographique national. Les deux principaux bourgs de la commune sont indiqués en caractères gras.
| - Courbassière - La Révolière - Le Barlet - Le Puits - Le Tracoux - Garel - Le lac - Saint-Julien-de-Ratz - Les Teppes - Le Saquet - Voissant | - La Colombière - Le Martinet - Le Vart - L'Ayat - Berguetière - Haute Fare - La Placette - Les Routes - Chantabot - Les Quatre-Bras - Le Bourbon | - Le Soulet - Pommiers-la-Placette - Les Reynaud - Le Soulet - Pallachère - Pierrefit - Les Barniers - L'ancienne Église - Les Côtes - Le Clos - Préfanton |

### Risques naturels et technologiques

#### Risques sismiques
L'ensemble du territoire de la commune de La Sure en Chartreuse est situé en zone de sismicité n°4 (sur une échelle de 1 à 5), comme la plupart des communes du massif de la Chartreuse.
| Type de zone | Niveau            | Définitions (bâtiment à risque normal) |
| ------------ | ----------------- | -------------------------------------- |
| Zone 4       | Sismicité moyenne | accélération = 1,6 m/s2                |

## Toponymie

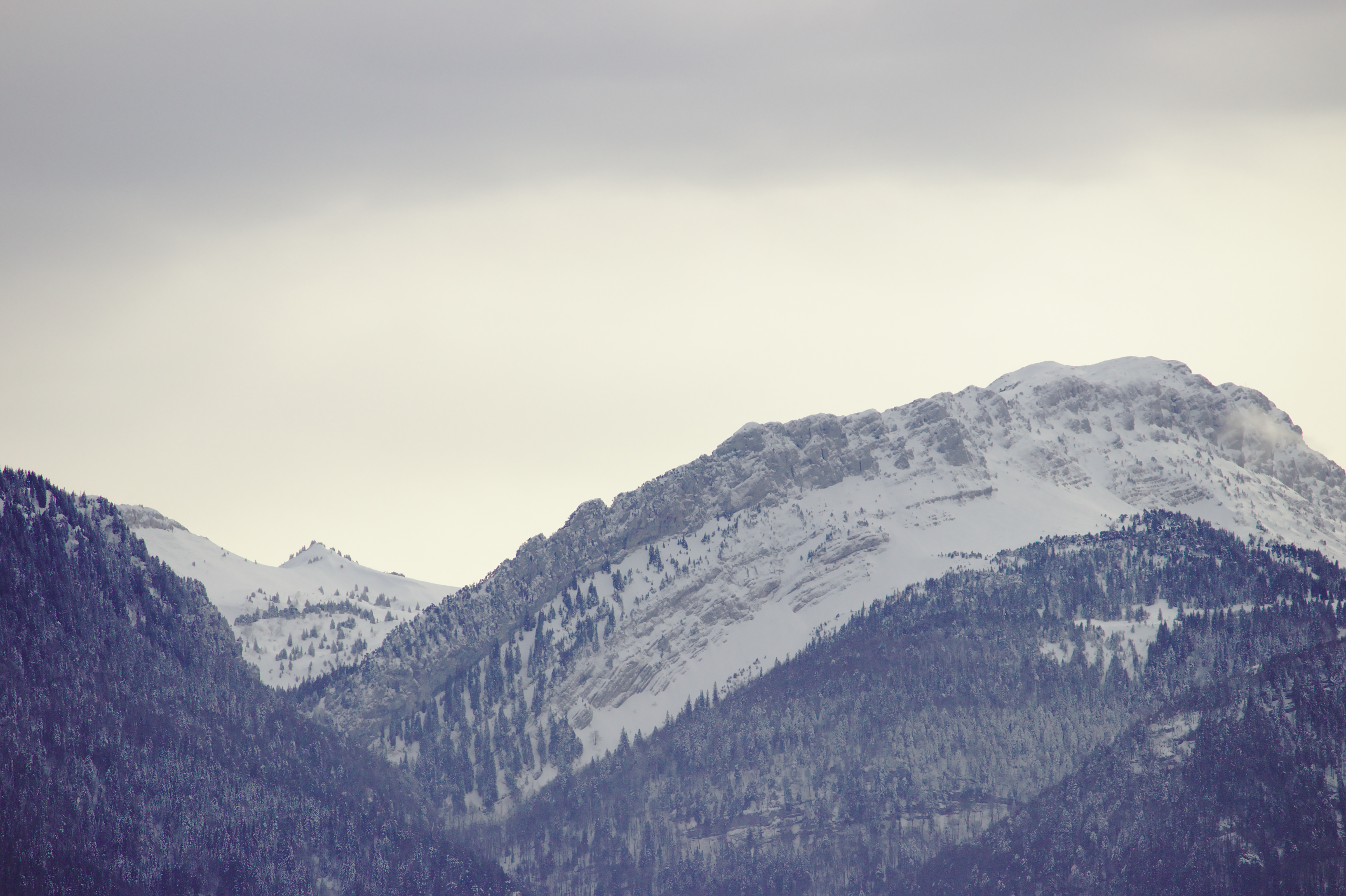
La Grande Sure.

La commune doit son nom à la présence du sommet de la Grande Sure, montagne appartenant au massif de la Chartreuse et visible de l'ensemble des bourgs et des principaux hameaux du territoire communal.

## Histoire
Il convient de se reporter aux articles consacrés aux anciennes communes fusionnées.

## Politique et administration

### Administration municipale
Jusqu'aux prochaines élections municipales de 2020, le conseil municipal de la nouvelle commune est constitué de l'ensemble des conseillers municipaux des anciennes communes.
| Nom                         | Code Insee | Intercommunalité      | Superficie (km2) | Population (dernière pop. légale) | Densité (hab./km2) |
| --------------------------- | ---------- | --------------------- | ---------------- | --------------------------------- | ------------------ |
| Saint-Julien-de-Raz (siège) | 38407      | CA du Pays Voironnais | 10,81            | 428 (2014)                        | 40                 |
| Pommiers-la-Placette        | 38312      | CA du Pays Voironnais | 16,92            | 561 (2014)                        | 33                 |

### Liste des maires
| Période      | Période  | Identité         | Étiquette | Qualité                   |
| ------------ | -------- | ---------------- | --------- | ------------------------- |
| janvier 2017 | En cours | Virginie Rivière | DVD       | Employée du secteur privé |

## Population et société

### Démographie
L'évolution du nombre d'habitants est connue à travers les recensements de la population effectués dans la commune depuis sa création.

En 2022, la commune comptait 1 060 habitants, en évolution de +6,96 % par rapport à 2016 (Isère : +3,07 %, France hors Mayotte : +2,11 %).
| 2015 | 2020 | 2022  |
| ---- | ---- | ----- |
| 993  | 988  | 1 060 |

### Enseignement
La commune relève de l'académie de Grenoble.

### Médias
La commune est située sur l'aire de diffusion de radio Ici Isère, une radio publique qui émet sur tout le territoire du département de l'Isère.

## Économie
Il convient de se reporter aux articles consacrés aux anciennes communes fusionnées. Le centre de pneumologie Henri-Bazire, établissement de type hospitalier est un des principaux employeurs de la commune.
Le commune fait partie de l'aire géographique de production et transformation du « Bois de Chartreuse », la première AOC de la filière Bois en France,.

## Culture locale et patrimoine

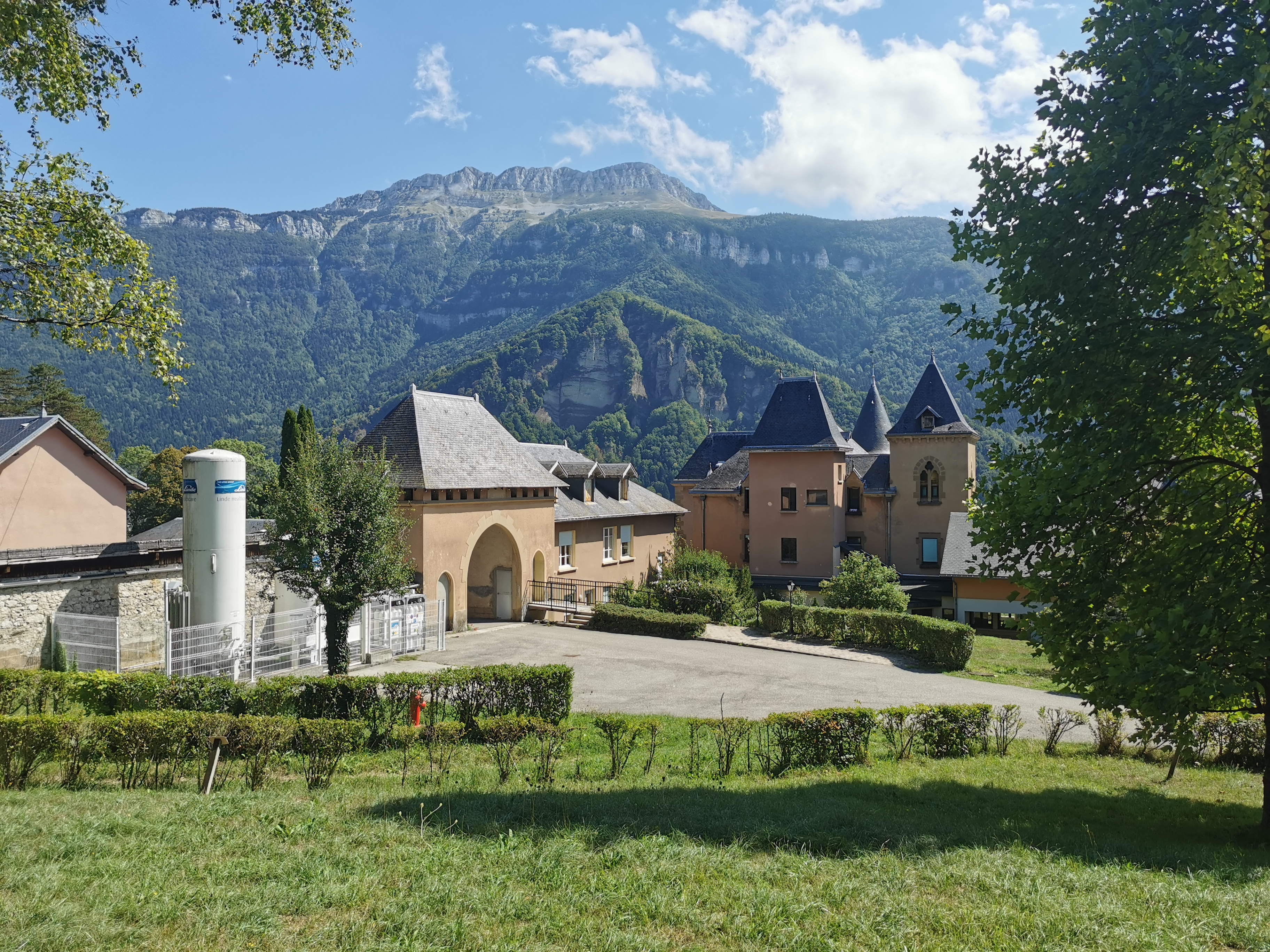
Le Centre Henri Bazire et La Grande Sure.

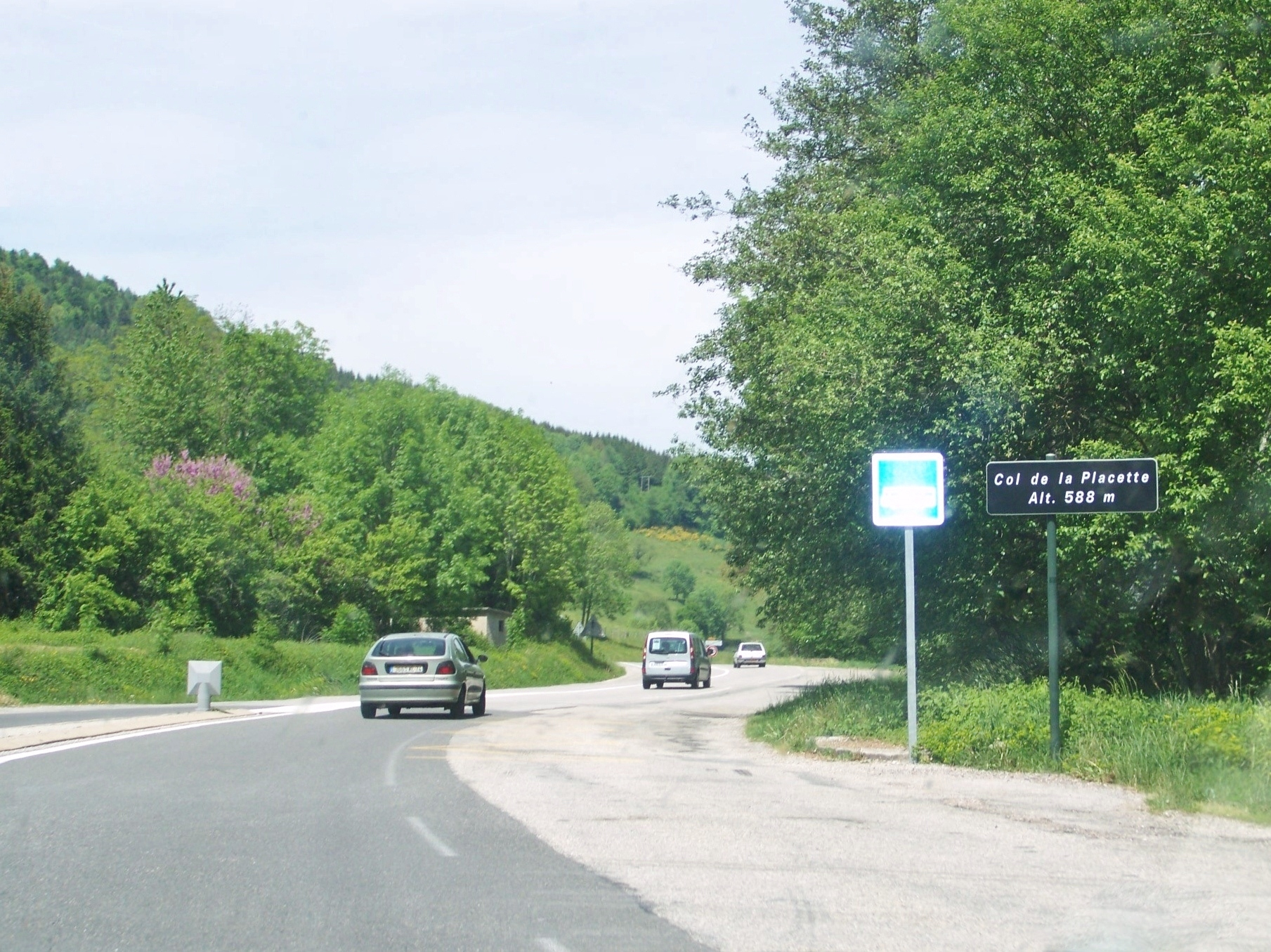
Le col de la Placette.

### Monuments civils et religieux
- Le château de la Perrière, château fort du XIIIe siècle[21].
- L'église du bourg de Saint-Julien date du XIXe siècle[21].
- L'église du bourg de Pommiers a été reconstruite au XIXe siècle[22].
- Le château des Dauphins ou château Bazire, du XIVe siècle, aujourd'hui établissement de soins de suite et de réadaptation, le centre de pneumologie Henri-Bazire[21].

### Patrimoine naturel
Prenant la succession des deux anciennes communes dont elle est issue, La Sure en Chartreuse  est une des communes adhérentes du parc naturel régional de Chartreuse.
Le col de la Placette, situé entre Pommiers et Saint-Julien-de-Ratz, s'élève à une altitude de 588 m.

#### Flore
Voir : Flore de la Chartreuse.

#### Faune
Voir : Faune de la Chartreuse.